# Zonitis aurea
Zonitis aurea är en skalbaggsart som beskrevs av Macswain 1951. Zonitis aurea ingår i släktet Zonitis och familjen oljebaggar. Inga underarter finns listade i Catalogue of Life.